# Tegelsmora
Tegelsmora är en ort, tillika kyrkort i Tegelsmora socken i Tierps kommun, norra Uppland.
Tegelsmora ligger längs länsväg C 717 cirka 4 kilometer norr om Örbyhus. Länsväg C 726 går från Tegelsmora västerut till Tobo.
Öster om kyrkan ligger det stora naturreservatet Florarna.

## Byn
Byn som förutom prästgård, fd. kommunhus och klockargård samt hembygdsgård främst består av den öster om Tegelsmoraån belägna byn Broddby består av enfamiljshus samt bondgårdar. Tegelsmora kyrka området. Dessutom finns här ett hembygdsmuseeum. Tegelsmoraveckan anordnas årligen i månadsskiftet augusti-september. Väster om kyrkan ligger Kyrksjön omgiven av ängar, åkrar och skogbevuxna höjder. Kyrksjön är en bra fågelsjö med bl.a. brun kärrhök som regelbunden häckningsfågel. 
Öster om kyrkan ligger det stora naturreservatet Florarna. Vid vägen mellan kyrkan och hembygdsgården står en bronsstaty av riksspelmannen Eric Sahlström.

## Personer från Tegelsmora
- Ove Kant, regissör och skådespelare